# An Elixir for Existence
An Elixir For Existence es el segundo álbum de estudio de la banda gótica noruega Sirenia, publicado el 3 de agosto de 2004, por Napalm Records.
En An Elixir for Existence, Morten Veland ha vuelto a dar rienda suelta a su creatividad, continuando todos los elementos de su característico estilo en un trabajo que guarda muchas similitudes con el debut de Sirenia At Sixes and Sevens.  El metal gótico en su máxima expresión, lleno de atmósferas, melancolía, contrastes vocales y ese estilo tan personal que hace de Morten Veland un compositor único e inconfundible en su género. 
Como principal novedad encontramos la incorporación de la nueva cantante Henriette Bordvik, ya como miembro oficial de la banda, pues las voces en el anterior disco fueron registradas por una vocalista de sesión, la francesa Fabienne Gondamin. Esto prácticamente no ha supuesto ninguna variación en el sonido del álbum, pues ambas guardan muchas similitudes entre sí, la voz de Henriette es igualmente muy suave, melódica y aterciopelada, casi susurrante en muchos momentos.

## Concepto musical
Un aspecto que se puede notar en este disco es cierto estancamiento compositivo de Morten Veland, quien repite una vez más la dosis de su trabajo anterior con el grupo.
Sin llegar a ser un álbum conceptual, un gran número de las canciones se ocupan de las condiciones mentales, ya sea la depresión ("Voices Within"), el uso de drogas ("Euphoria") o pensamientos de suicidio ("The Fall Within"); obviamente, los significados de todas estas canciones están sujetos a conjeturas adicionales.
Al igual que en At Sixes and Sevens, las piezas son muy elaboradas y llenas de matices, atmósferas y contrastes musicales, pero pecan de excesiva similitud entre sí, tanto melódica como estructuralmente, y a estas alturas empiezan a resultar demasiado previsibles.
"Lithium and a Lover" se encarga de abrir el disco, sin duda uno de los mejores temas, con un gran riff maravillosamente combinado con teclados, majestuosas partes corales e interesantes cambios de ritmo. La voz de la nueva cantante Henriette Bordwik apenas da una pincelada de escasos segundos en medio de la canción.
"Voices Within" se inicia en una onda muy cercana al black metal melódico, con los típicos blast-beats de batería y la gutural voz de Morten Veland, para posteriormente aparecer unos pasajes muy melódicos y llenos de melancolía donde la voz femenina y el precioso violín se tornan protagonistas.
Una melodía de guitarra que se va repitiendo periódicamente da forma a "A Mental Symphony", donde destaca la aportación de una voz limpia masculina en las estrofas como contrapunto a los agresivos estribillos cantados por Veland.
"Euphoria", pese al desconcertante comienzo un poco industrial, sigue una onda similar a la anterior, con riffs más machacones, las voces guturales muy presentes y de nuevo voces limpias masculinas, esta vez en un interludio acústico a mitad de la canción. Las partes cantadas por Henriette hacen dudar si esto aún es Tristania o es un grupo diferente... la verdad es que es inevitable recurrir a la comparación durante la mayor parte del disco.
En "In My Darkest Hours" es el piano quien se encarga de contrastar con las duras guitarras, por lo demás es estructuralmente muy cercano a los anteriores temas, con abundantes voces guturales, coros operísticos y agradables interludios acústicos donde la voz femenina toma las riendas.
"Save Me From Myself" constituye en agradable cambio respecto a la tónica general del disco, puramente atmosférica, con la aterciopelada voz de Henriette apoyada únicamente por unos sutiles teclados y la ocasional aparición del melancólico violín. Para cerrar los ojos y dejarse llevar por la imaginación...Composición equivalente a "In Sumerian Haze" de su disco anterior.
"The Fall Within" nos devuelve al clásico sonido de Sirenia y Tristania, donde de nuevo tenemos esos riffs y melodías de guitarra tan reconocibles en Morten Veland apoyados por el teclado, más el añadido de una voz masculina limpia que vuelve a hacer acto de presencia en contraste esta vez con la voz de Henriette distorsionada por un curioso efecto vocal.
"Star Crossed" posee unas armonías y ambientes que recuerdan a los Dimmu Borgir más melódicos. Destaca el interesante trabajo de los teclados, muy bien incorporados con sonidos muy evocadores, y los majestuosos coros sinfónicos tradicionales, una vez más como contrapunto a las voces death.
Como conclusión aparece la instrumental "Seven Sirens and a Silver Tear", tema fundamentalmente protagonizado por el piano sumado a unos coros y teclados muy de fondo que van subiendo de intensidad hacia el final. Mucha melancolía y bellas melodías en uno de los pocos temas que se desmarca estilísticamente del resto.

## Lista de canciones
| N.º | Título                           | Letras        | Música | Duración |  |
| 1.  | «Lithium and a Lover»            | Morten Veland | Veland | 6:33     |  |
| 2.  | «Voices Within»                  | Veland        | Veland | 6:52     |  |
| 3.  | «A Mental Symphony»              | Veland        | Veland | 5:25     |  |
| 4.  | «Euphoria»                       | Veland        | Veland | 6:35     |  |
| 5.  | «In My Darkest Hours»            | Veland        | Veland | 6:04     |  |
| 6.  | «Save Me from Myself»            | Veland        | Veland | 4:14     |  |
| 7.  | «The Fall Within»                | Veland        | Veland | 6:48     |  |
| 8.  | «Star-Crossed»                   | Veland        | Veland | 6:28     |  |
| 9.  | «Seven Sirens and a Silver Tear» | Instrumental  | Veland | 4:45     |  |

## Créditos
- Morten Veland – Voz gutural, guitarra, bajo, teclado, programaciones, batería
- Henriette Bordvik – Voz
- Kristian Gundersen – Voz Limpia

### Músicos de sesión
- Anne Verdot – Violín
- The Sirenian Choir: Damien Surian, Mathieu Landry, Emmanuelle Zoldan, Sandrine Gouttebel, Emilie Lesbros – Coro.